# Børge Riisbrigh
Børge Riisbrigh (født 5. december 1731 i Vejlby på Fyn, død 18. april 1809 i København) var en dansk filosof.

## Uddannelse og karriere
Hans far, Hans Christiansen Riisbrigh, var sognepræst (1699-1746) i Vejlby Sogn på Fyn. Moderen var Petronella Dorothea Knudsdatter Werchmeister (1708-1782). 1749 dimitteredes han fra Fredericia Skole, studerede teologi navnlig stærkt påvirket af Johan Ernst Gunnerus og fik teologisk embedseksamen 1753. Fra 1760 var han dekan på Klosteret og begyndte samtidig at holde offentlige forelæsninger over filosofiske emner. Han talte klart og præcist og havde stor tilstrømning. Efter en treårig udenlandsrejse fra 1762 til 1765, på hvilken han besøgte tyske universiteter i Leipzig og Tübingen samt Paris og stiftede bekendtskaber med adskillige lærde (bl.a. Crusius), blev han 1767 ekstraordinær og 1773 ordinær professor i logik og metafysik ved vort universitet. Omtrent samtidig blev han medlem af Det Kongelige Norske Videnskabers Selskab. I denne stilling virkede han med utrættet iver og nidkærhed, indtil en overhåndtagende døvhed 1803 førte ham til at tage sin afsked. 1777 blev han valgt til Konsistorium, og 1786-87 var han Universitetets rektor. 1790 indvalgtes han i kommissionen til forbedring af universitetets og de lærde skolers forhold. 1796 blev han medlem af Videnskabernes Selskab.
Ved Københavns bombardement 1807 mistede han sit bibliotek og forskellige værdifulde samlinger, et tab, han dog bar med stor sindsro. 1803 blev han etatsråd og 1809 Ridder af Dannebrog. Han døde 18. april 1809, ugift.

## Skrifter
Hans skrifter er ikke mange. Foruden et par latinske disputatser udgav han sin lærebog for de studerende: Prænotiones philosophicæ (1775), endvidere en i Videnskabernes Selskabs Skrifter optaget afhandling: "Undersøgelse om, og hvorvidt, deres Mening er grundet, som holde for, at sand Filosofi og et fuldstændigt Begreb om sand Filosofi først i vore Tider er blevne til" (1803), og endelig leverede han en oversættelse af Diogenes fra Laërtes' Filosofiske Historie, som senere (1812) udgavs af hans nevø Børge Thorlacius.

## Filosofi
Det var den af Wolf og Alexander Gottlieb Baumgarten indførte filosofi, der omkring århundredets midte særlig beherskede Tyskland, og det var væsentlig også denne, Riisbrigh foredrog fra sit kateder. Det var de første kejtede og famlende forsøg på at vinde større kritiskhed over for opgavernes løsning; men ofte nok blev man stikkende i en tom, pedantisk og udtværet formalisme. Det kan derfor ikke forbavse, at Heinrich Steffens, der jo var udgået fra en ganske modsat lejr, med stor ringeagt taler om Riisbrighs forelæsninger, som han hørte omkring 1790. Fra anden side roses Riisbrigh omtrent enstemmig for sit klare og tydelige foredrag; han havde bestandig talrige tilhørere, og adskillige af disse have udtalt sig varmt om, hvor meget de skyldte ham. Han var sund og besindig, som J.P. Mynster fremhæver: ikke uden lune, og han fulgte endnu i sin ældre alder med usvækket iver de filosofiske bevægelser i udlandet. Da Kant i 1780'erne havde gjort sit heldigere forsøg på at indføre en mere kritisk metode, gjorde Riisbrigh i sine forelæsninger og i det førnævnte skrift dette nye fænomen til genstand for besindige undersøgelser, og om han end ikke – som det snart blev tilfældet med de fleste yngre – i ubetinget tilslutning stillede sig på Kants side, ydede han dog det gjorte fremskridt sin varme anerkendelse.

## Personlighed
Men var Riisbrigh som videnskabsmand således ikke blandt de særlig fremragende, var han så meget mere betydelig ved sin elskelige personlighed. Med den største nidkærhed røgtede han sit embede; med varm opofrelse tog han sig personlig af de studerende, som han endog opsøgte for at yde dem understøttelse, når han troede dem trængende. "Uberegnelig", siger Jens Møller, "er den Udbredelse af sund Tænkning, som han befordrede blandt Danmarks og Norges Embedsmænd", og i sin nekrolog over ham kalder P.E. Müller ham "den danske Sokrates".
Han er begravet i Helligåndskirken.

## Gengivelser
- Tegning af Bertel Thorvaldsen 1795 (Thorvaldsens Museum)
- Portrætmaleri af Jens Juel, efter dette kopi samt stik af J.F. Clemens 1798 og af Andreas Flint 1811 (begge i Det Kongelige Bibliotek)